# Lepiniopsis
Lepiniopsis es un género de fanerógamas de la familia Apocynaceae. Contiene dos especies. Es originario de Malasia y noroeste del Pacífico.

## Taxonomía
El género fue descrito por Theodoric Valeton y publicado en Annales du Jardin Botanique de Buitenzorg 12: 251. 1895.
Etimología
Lepiniopsis: nombre genérico que significa "similar a Lepinia.

## Especies
- Lepiniopsis ternatensis Valeton
- Lepiniopsis trilocularis Markgr.